# Jaap Robben
Jaap Robben (Oosterhout, 22 juni 1984) is een Nederlandse auteur en toneelschrijver. 

## Leven
Robben wilde eigenlijk archeoloog worden, maar sloot eerst zijn studie in het vak Milieu-Maatschappijwetenschappen af. Daarna ging hij naar de Koningstheateracademie (KTA) in 's-Hertogenbosch. Vanaf 2008 was hij twee jaar de stadschrijver (stadsdichter) van Nijmegen.
Op begraafplaats Rustoord bevindt zich het ‘Monument voor het nooit verloren kind’ dat dateert uit 2004, ter nagedachtenis aan kinderen die om wat voor reden dan ook nooit een begrafenis hebben gehad. In 2009 is daar een zitbank geplaatst waarop het gedicht  ‘Schemerleven’ door Robben is aangebracht. 
Sinds 2004 heeft Robben meerdere van zijn boeken gepubliceerd, waarvan sommige prijzen hebben gewonnen. Naast zijn gedichten, prentenboeken en romans schrijft hij ook teksten voor theater. Hij geeft lezingen en ook workshops voor creatief schrijven.

## Prijzen
- 2009: Voorstellijst voor de Fintro Literatuurprijs in de sectie Jeugdliteratuur voor: Zullen we een bos beginnen?
- 2011: White Raven van de Internationale Jeugdbibliotheek München voor: De Zuurtjes
- 2014: Grote Inktslaaf Literatuurprijs voor: Birk[2]
- 2015: Nederlandse Boekhandelsprijs voor: Birk
- 2015: ANV Debutantenprijs voor: Birk
- 2023: Confituur Boekhandelsprijs voor: Schemerleven
- 2023: Zilveren Griffel voor: Heel de wereld wordt wakker. Het beste van de moderne kinderpoëzie in 333 gedichten

## Gepubliceerd werk
- Twee vliegen. Stuinzool, Amsterdam 2004, ISBN 90-809312-1-7
- De nacht krekelt. De Geus, Amsterdam 2007, ISBN 978-90-445-1044-7
- Zullen we een bos beginnen?, met illustraties van Benjamin Leroy. De Geus, Amsterdam 2008, ISBN 978-90-445-1272-4
- De Zuurtjes, met illustraties van Benjamin Leroy. De Geus, Amsterdam 2010, ISBN 978-90-445-1671-5
- Josephina. Een naam als een piano, met illustraties van Merel Eyckerman. De Eenhoorn 2012, ISBN 978-3-8497-0089-8
- Als iemand ooit mijn botjes vindt, met illustraties van Benjamin Leroy. De Geus, Amsterdam 2013
- Birk, roman. De Geus, Amsterdam 2014, ISBN 9789044537871
- Zomervacht, roman. De Geus, Amsterdam 2018, ISBN 9789044525014 (Vertaald door David Doherty in het Engels als Summer Brother en genomineerd voor de International Booker Prize 2021). Zomervacht werd in 2023 verfilmd door Joren Molter.
- Schemerleven, roman. De Geus, Amsterdam 2022, ISBN 9789044546194
- Heel de wereld wordt wakker. Het beste van de moderne kinderpoëzie in 333 gedichten ISBN 978-90-257-7483-7

## Bestseller 60
| Boeken met noteringen in de Nederlandse Bestseller 60 | Jaar van verschijnen | Datum van binnenkomst | Hoogste positie | Aantal weken | Opmerkingen |
| ----------------------------------------------------- | -------------------- | --------------------- | --------------- | ------------ | ----------- |
| Birk                                                  | 2015                 | 18-03-2015            | 24              | 5            |             |
| Zomervacht                                            | 2018                 | 12-09-2018            | 5               | 8            |             |
| Schemerleven                                          | 2022                 | 14-09-2022            | 19              | 7            |             |